# Gerverscop
Gerverscop of Gerverskop is een polder en buurtschap behorende tot de Nederlandse gemeente Woerden, in de provincie Utrecht. Het is gelegen tussen Breeveld en Laagnieuwkoop.

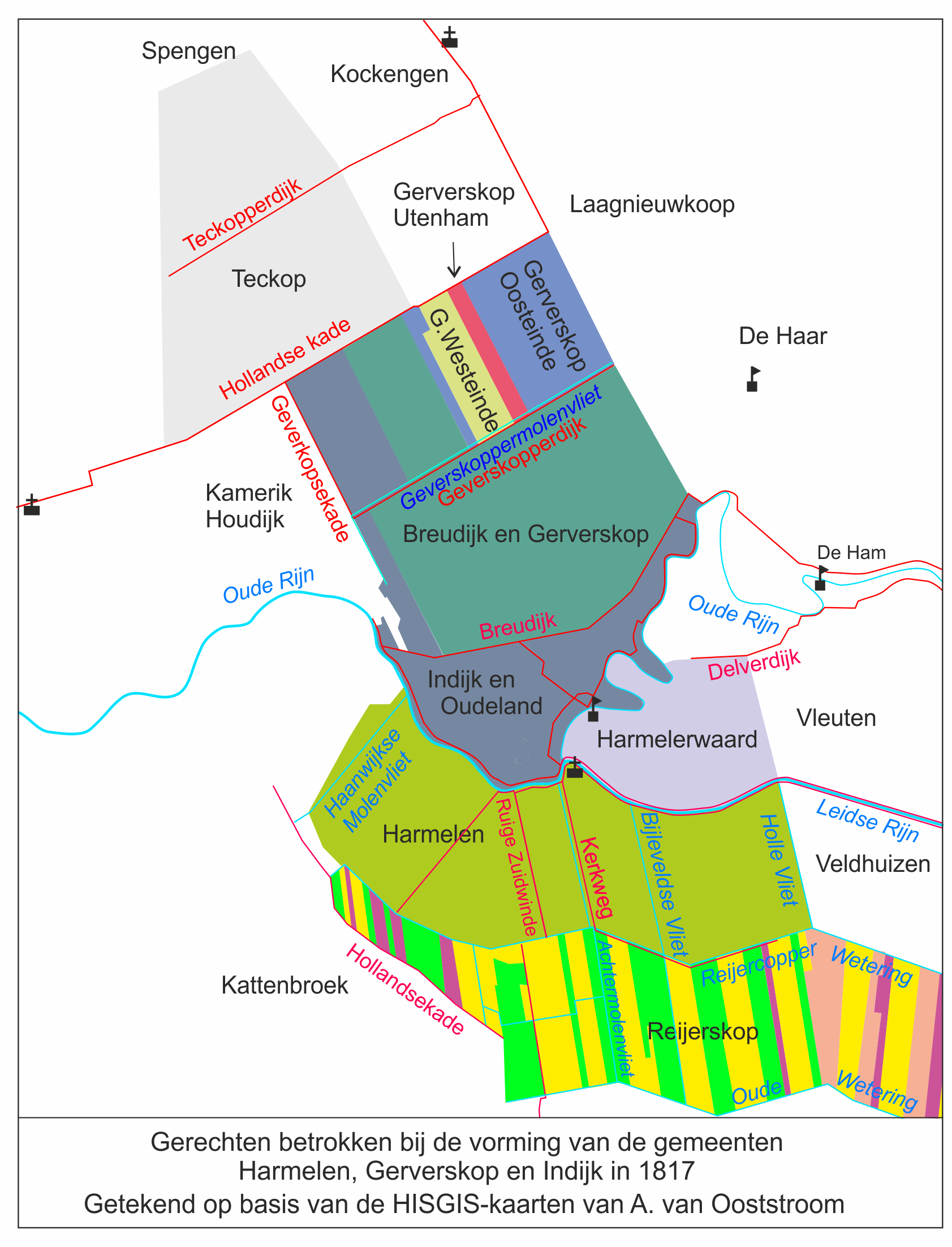

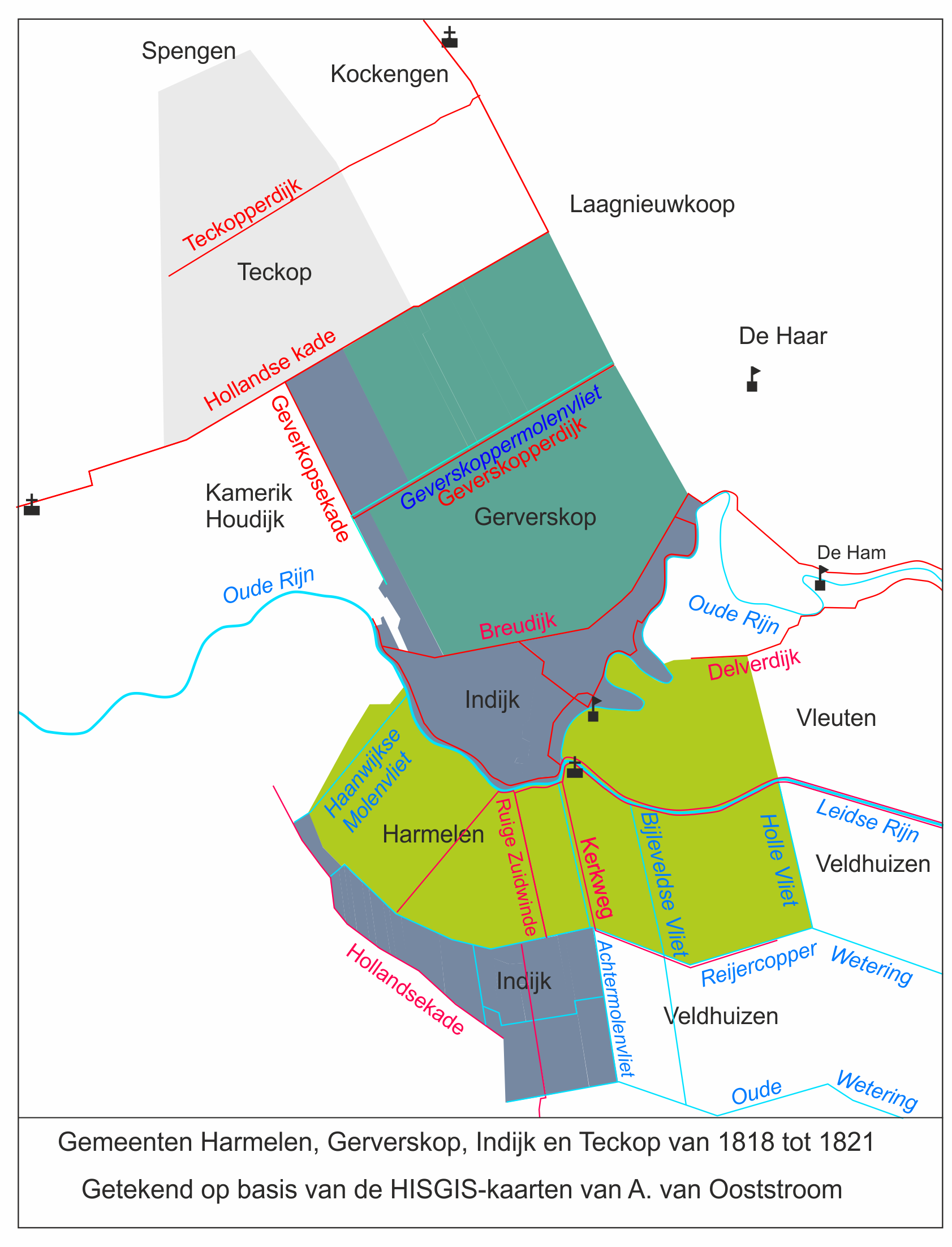

## Geschiedenis
De institutionele geschiedenis van Gerverskop is uitermate ingewikkeld. Publicaties van historici over Gerverskop verschillen dan ook op enige punten.
Binnen de polders Gerverskop en Breudijk bestonden in ieder geval meerdere rechtsgebieden, te weten
- Breudijk en Gerverskop
- Gerverskop Westeinde (verbonden met Breudijk en Gerveskop)
- Gerverskop Oosteinde (tot 1741 Gerverskop Statengericht)
- Gerverskop Utenham (verbonden met Portengen Zuideinde, Vijfhoeven, Loefsgerecht van Ruwiel, Laagnieuwkoop en Gieldtjesdorp)
- Indijk

In een lijst van het waterschap Woerden uit 1307 komen ook nog voor Gerverskop, gerecht van Barent van den Engh en Gerverskop, gerecht van heer Splinter. Beide gerechten waren maar ongeveer 1 hoeve groot. Het is de historici nog niet gelukt de ligging van deze gerechten te lokaliseren.
Tijdens de Bataafse Republiek wordt in 1795 het kleine Gerverskop Utenham bij het grote Breudijk en Gerverskop gevoegd, waarna in 1798 een grote gemeente Harmelen wordt gevormd door de samenvoeging van de gerechten Harmelen, Breudijk en Gerverskop in het Westeinde, Harmelerwaard, Veldhuizen, Rosweide, Reijerscop Kreuningen, Reijerscop Meerlo en Reijerscop Lichtenberg. Omdat de nieuw bestuursindeling mislukte, werd in 1801 besloten de situatie van 1795 te herstellen. Nadat Nederland in 1810 deel van Frankrijk was geworden, werden per 1-1-1812 de gemeentes weer samengevoegd zoals in 1798 met daarbij ook nog Teckop en Indijk.
Na de aftocht van de Fransen in 1813 werden de oude provincies hersteld en de grote gemeentes weer opgedeeld. Per 1-1-1818 werd Gerverskop een zelfstandige gemeente, bestaande uit de voormalige gerechten Breudijk en Gerverskop, Gerverskop Westeinde, Gerverskop Oosteinde en Gerverskop Utenham.
Op 8-9-1857 werd Gerverskop bij Harmelen gevoegd en kwam er dus een definitief einde aan de zelfstandigheid.

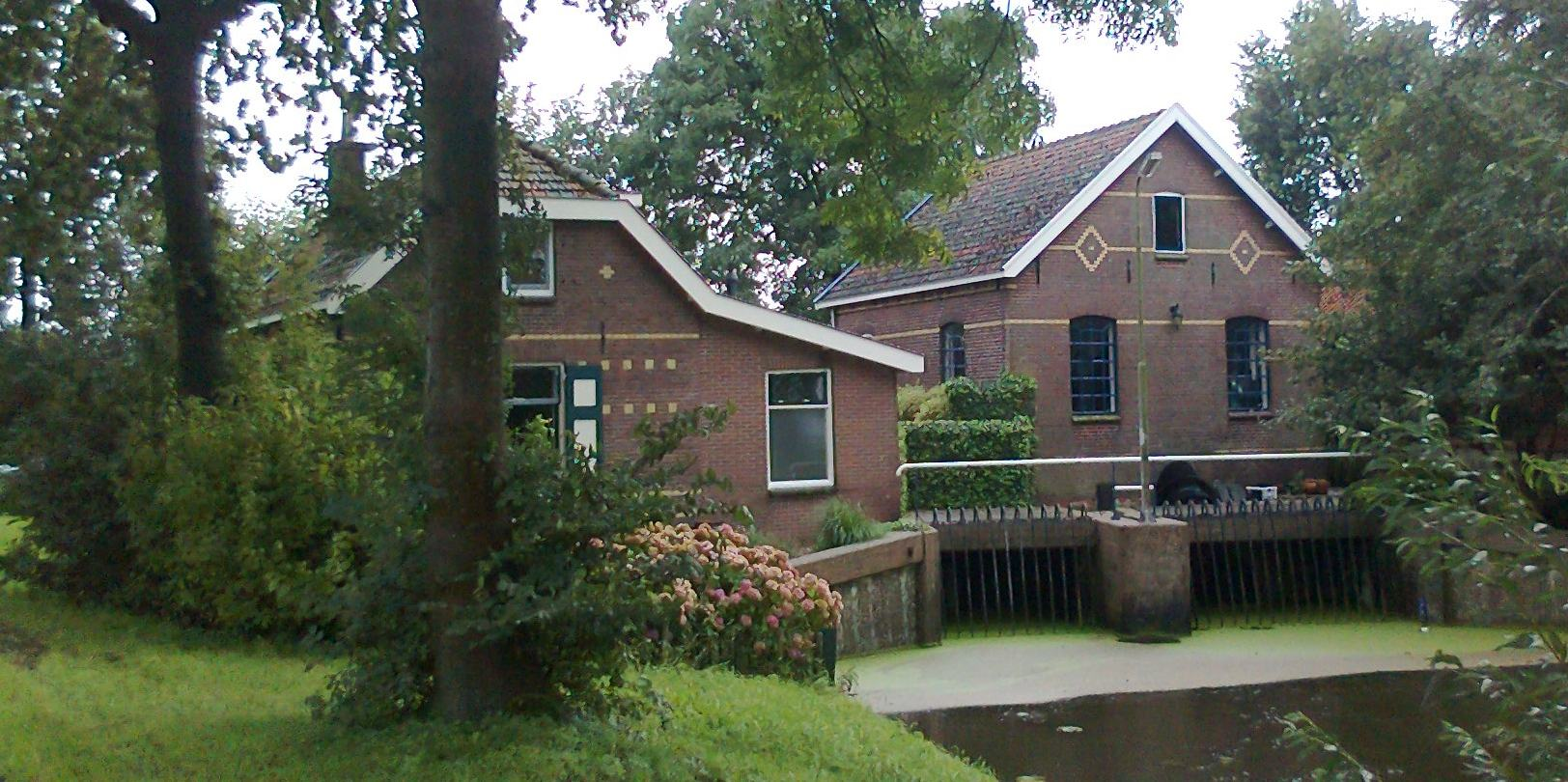
Gemaal in Gerverscop

## De Gerverscopper molen
Door het voortdurend inklinken van de veenbodem in de polder, kwam de bodem lager te liggen dan het buitenwater. Voor een goede afwatering was een kunstmatige oplossing nodig, daarom werd er een molen geplaatst. De eerste vermelding van deze Gerverscopper molen stamt uit 1503. De volgende vermelding komt uit 1673, wanneer deze in brand wordt gestoken onder het bewind van de Fransen. In 1674 werd besloten zo snel mogelijk tot herbouw over te gaan, mede omdat de polder onder water stond bij gebrek aan goede afwatering. Deze nieuwe molen werd opgeleverd in november 1674. In de eerste eeuw na de bouw heeft de molen veel onderhoud en reparaties nodig gehad, waaronder twee keer een nieuw scheprad, een nieuwe molenas, nieuwe zeilen, en nieuwe molenroeden. In de 19de eeuw kreeg de molen verschillende verbeteringen, zoals een efficiënter scheprad. Bij de vervanging van het rad bleek echter dat dat de fundering van de molen was vergaan, daardoor werden er ook dennen heimasten onder de molen geheid. Verder werden zowel de voor- als achterwatergang vernieuwd, waar er voor een stenen gang gekozen werd in het geval van de achterwatergang. De achterwatergang was niet het enige onderdeel dat versteende, de houten wateras werd vervangen door een ijzeren as.
Ter voorkoming van een brand zoals die in 1674, was het de molenaar verboden om brandgevaarlijke materialen in de molen te bewaren. Ook moest er altijd een met water gevulde ton en dweil boven in de molen staan, om zo eventuele vonken of beginnende brandjes door het te heet worden van de vang te kunnen blussen. Ondanks deze maatregelen, was er toch in mei 1850 een brand ontstaan. Door snel ingrijpen van arbeiders dicht bij de molen wonend, bleef de schade beperkt tot de houten schoorsteen en deel van het rieten dak. De molen overleefde verder ook een blikseminslag tijdens een onweersbui in 1900.  
De belangrijkste taak die bij de molenaar werd gelegd, was het bemalen van de polder, er voor zorgend dat het overtollige water de polder uit werd gemaald, naar de Oude Rijn en zo het maalpeil behouden werd. Indien nodig, kon het naastgelegen Groot-Waterschap van Woerden de molen laten stilzetten. Dit werd gedaan als het maalpeil bereikt was. Dit werd ter kennen gegeven door middel van het uitsteken van een wimpel of aansteken van een lantaarn op de Woerdense stadstoren. Later werden ook de molen van Klein-Houtdijk en die van Teckop als seinmolen voor de Gerverscopper molen ingezet. Het was de molenaar verboden om tijdens het malen niet aanwezig te zijn op de molen.
In tijden van nood, hielpen aangrenzende polders elkaar uit de brand met het malen. Zo mocht er een dijk doorgestoken worden 1747, die tussen de Gerverscop en Breudijk liep, zodat de ondergelopen polder met behulp van de Breudijker molen leeggemalen kon worden. De Breudijker molen bood nogmaals hulp toen de Gerverscopper molen buiten werking lag door hevige werkzaamheden in 1855. In latere jaren, toen veel polders met elkaar in verbinden stonden door middel van duikers, kwam het geregeld voor dat er te hulp werd geschoten met hulpmaling.

Door de sprongen van vooruitgang in de techniek, werd het mogelijk om met behulp van een stoomgemaal één of meerdere polders te bemalen. In 1872 werd nagegaan in hoeverre de gezamenlijke bemaling van de polders Gerverscop en Breudijk haalbaar was. Dit leverde een plan op voor de gezamenlijke bemaling van de polders Gerverscop, Breudijk, Teckop en Klein-Houtdijk. Door gebrek aan steun voor dit plan, liet de bouw van een stoomgemaal nog op zich wachten. Uiteindelijk werd toch ingestemd met een plan voor de bouw van een stoomgemaal met machinistenwoning op de molenwerf van Gerverscop. De slechte staat waar de molen op dat moment in verkeerde was een grote motivatie geweest voor het doorgaan van het stoomgemaal. De molen werd ter afbraak verkocht in 1907, aan een molenmaker te Montfoort. De werkzaamheden van de molen zouden dan overgenomen worden door een stoommachine. In juni 1907 vond de openbare aanbesteding van de bouw van het machinegebouw met kolenloods en machinistenwoning plaats. De toenmalige molenaar, Dirk Streefland kreeg eervol ontslag, met een volledig loon over 1907.